# اعتمادپور
اعتمادپور (به انگلیسی: Etmadpur) یک منطقهٔ مسکونی در هند است که در Agra district واقع شده‌است.

## خصوصیات
اعتمادپور  ۱۹٬۴۱۲ نفر جمعیت دارد.